# Teoria kurhanowa

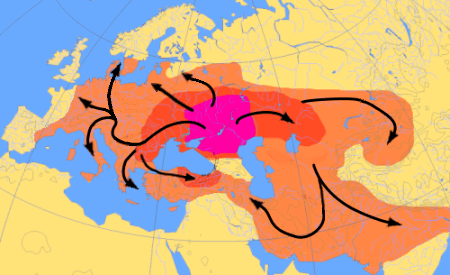
Migracja indoeuropejska według hipotezy kurhanowej (okres 4000 do 1000 lat p.n.e.). Wędrówka gałęzi anatolijskiej (linia przerywana) mogła mieć miejsce albo przez Kaukaz albo przez Bałkany. Kolor fioletowy wskazuje proponowaną praojczyznę indoeuropejską, czerwony – hipotetyczny zasięg indoeuropejski ok. roku 2500 p.n.e., pomarańczowy – ok. roku 1000 p.n.e.

Teoria kurhanowa – hipoteza zaproponowana w 1956 roku przez amerykańską archeolog litewskiego pochodzenia Mariję Gimbutas w monografii The Prehistory of Eastern Europe, Part I. Jest to model rozprzestrzeniania się języka praindoeuropejskiego, obejmujący w przybliżeniu lata 4400–2800 p.n.e. Teoria ta była stale modyfikowana przez autorkę, aż do lat 90. XX wieku. Nazwa pochodzi od dawnych zwyczajów pogrzebowych rozpowszechnionych na euroazjatyckim stepie – składania ciała w kurhanie.

## Praojczyzna
Teoria zakłada istnienie jednej konkretnej praojczyzny, zamieszkałej początkowo przez ludność posługującą się językiem praindoeuropejskim. Stosuje się również niemieckie określenie Urheimat. Praojczyzna miałaby być zlokalizowana w przybliżeniu na północ od Morza Kaspijskiego, wokół Jeziora Aralskiego, na terenie obecnego północnego Kazachstanu, rozciągając się aż do górnego biegu rzeki Jenisej. Tak szeroki zasięg praojczyzny tłumaczy się pasterskim i półosiadłym trybem życia jej mieszkańców. Mieliby oni wypasać bydło i owce, jak również udomowić konie, pomocne w późniejszej ekspansji.

## Główne założenia
Zgodnie z teorią kurhanową kolebką kultury indoeuropejskiej byłyby euroazjatyckie stepy. Stamtąd konni wojownicy i pasterze mieliby wyruszyć w trzech falach ekspansji podbijając kolejne lokalne grupy myśliwych-zbieraczy, narzucając im swoją kulturę i język.

## Fale ekspansji
Teoria zakłada trzy następujące po sobie okresy podbojów i ekspansji. Datowanie było wielokrotnie poprawiane przez autorkę, w miarę doskonalenia metody datowania radiowęglowego C14. W 1977 roku opublikowała ona ostateczną wersję:
- 1. fala (4400–4300 p.n.e.); ekspansja w kierunku na północ od Morza Czarnego, dalej w region Dunaju i Bałkany
- 2. fala (3400–3200 p.n.e.); ekspansja w kierunku Zakaukazia, obecnego Iranu, Anatolii
- 3. fala (3000–2800 p.n.e.); ekspansja w kierunku Morze Egejskiego, Adriatyku, Syrii, Palestyny, ewentualnie Egiptu[1].

## Krytyka
Niektóre założenia początkowe teorii Gimbutas były kwestionowane, często ze względu na pomijanie aspektu lingwistycznego, a nadmierne skupienie się na archeologii. Teoria opiera się w dużym stopniu na zapisie kopalnym, w szczególności na rytuałach pogrzebowych i garncarstwie. Teoria bezpośrednio wiąże ślady archeologiczne z konkretnym językiem i nie uwzględnia ewentualnych zapożyczeń.

## Teoria anatolijska
Jedną z najbardziej znanych konkurencyjnych teorii jest teoria anatolijska, autorstwa Colina Renfrew. Jako praojczyznę proponuje się w niej region Anatolii.